# 藤堂元施
藤堂 元施（とうどう もとひろ、天保7年10月23日（1836年12月1日） - 明治11年（1878年）6月26日））は、江戸時代末期（幕末）の伊勢津藩の家老で、藤堂元則（采女）に始まる藤堂采女家第9代。津藩の所領である伊賀上野城代でもある。別名は元施、通称は采女。

## 来歴
家督相続前の文久3年（1863年）、天誅組の変が大和で起こると、天誅組の指導者である吉村寅太郎と面識があったことから味方しようとしたが藩論と意見対立し、結局は幕命や勅命に逆らえず、涙をのんで天誅組の鎮圧の任を受けざるを得なかった。
慶応元年（1865年）、家督を継いで津藩主・藤堂高猷に仕え7000石の家老・城代となる。
慶応4年（1868年）1月3日に始まった鳥羽伏見の戦いの2日後にあたる、1月5日、勅使・四条隆平の参向によって勅書を下賜せられると、翌日、藩命を俟たず自らが決断を下して藩兵を率い、淀川の対岸に陣取る幕軍へ勇猛果敢に砲撃を開始。さらに徳山藩、岩国藩兵らと協力して川辺で幕軍と交戦し、激烈なる戦果を上げた。これによって信頼を得た津藩は、桑名藩討伐を命ぜられ、梶原左近を大将、板垣信固を小軍監とする藩兵433人が1月28日、桑名藩領へ進軍。桑名城の接収に奔走した。

## 明治維新後
維新後は敢國神社の神官を務めた。明治11年（1878年）に死去。享年43。墓所は伊賀市の西蓮寺。
大正13年（1924年）、正五位を追贈された。